# RiceGum
Bryan Quang Le, (sinh ngày 19 tháng 11 năm 1996), thường được biết đến với biệt hiệu RiceGum, là một nhân vật YouTube và nhạc sĩ người Mỹ gốc Việt. Tính đến  tháng 5 năm 2018, kênh YouTube chính của anh, RiceGum, đã đạt 10.4 triệu lượt đăng ký, và 1.5 triệu lượt đăng ký ở kênh YouTube thứ hai, RiceGumExtra. RiceGum còn là một trong những KOLs tham gia quảng cáo cho dự án lừa đảo bằng đồng token SAVETHEKIDS.
Vào Tháng 11 năm 2017, Le đã đứng thứ 25 trên bảng xếp hạng Billboard Emerging Artists. Đĩa đơn "It's Every Night Sis" đã có chứng nhận bởi Hiệp hội Công nghiệp ghi âm Hoa Kỳ (RIAA) vào tháng 3 năm 2018.

## Sự nghiệp

### YouTube
RiceGum lần đầu tạo kênh mình vào ngày 24 tháng 9 năm 2012. Video đầu tiên của anh đã ra vào ngày 2 tháng 10 năm 2012 có tên là Call of Duty:Mw3 Gameplay LifeStory:BabySitting:RICEGUM.
Kênh anh đạt 100,000 lượt đăng ký vào năm 2016, 1,000,000 lượt đăng ký cũng cùng vào năm 2016, và 10,000,000 lượt đăng ký vào năm 2018.
Kênh chính RiceGum của anh hiện đang có tổng cộng 1.7 tỷ lượt xem, còn kênh thứ hai RiceGumExtra có tổng cộng 43 triệu lượt xem.
Tính đến Tháng 8 năm 2018, kênh YouTube chính của anh đang đứng thứ 231 trên bảng xếp hạng những kênh được đăng ký nhiều nhất YouTube.

## Đĩa nhạc

### Đơn
| Tên                                                | Năm  | Vị trí trên bảng xếp hạng | Vị trí trên bảng xếp hạng | Vị trí trên bảng xếp hạng | Chứng nhận       | Album          |
| Tên                                                | Năm  | US                        | US R&B/HH                 | CAN                       | Chứng nhận       | Album          |
| -------------------------------------------------- | ---- | ------------------------- | ------------------------- | ------------------------- | ---------------- | -------------- |
| "It's Every Night Sis" (hợp tác với Alissa Violet) | 2017 | 80                        | 34                        | 55                        | - RIAA: Bạch kim | không có album |
| "God Church"                                       | 2017 | —                         | —                         | —                         |                  | không có album |
| "Frick da Police"                                  | 2017 | —                         | 45                        | 67                        |                  | không có album |

Chú thích
1. ↑  "Frick da Police" did not enter the Billboard Hot 100, but peaked at number five on the Bubbling Under Hot 100 Singles chart.[14]